# 1583 Antilochus
1583 Antilochus è un asteroide troiano di Giove del campo greco del diametro medio di circa 101,62 km. Scoperto nel 1950, presenta un'orbita caratterizzata da un semiasse maggiore pari a 5,1294349 UA e da un'eccentricità di 0,0517097, inclinata di 28,51285° rispetto all'eclittica.
L'asteroide è dedicato ad Antiloco, guerriero acheo.